# V341 Carinae
V341 Carinae eller HD 65750, är en ensam stjärna i mellersta delen av stjärnbilden Kölen. Den har en högsta skenbar magnitud av ca 6,2 och är mycket svagt synlig för blotta ögat där ljusföroreningar ej förekommer. Baserat på parallax enligt Gaia Data Release 2 på ca 2,6 mas, beräknas den befinna sig på ett avstånd på ca 1 240 ljusår (ca 380 parsek) från solen. Den rör sig bort från solen med en heliocentrisk radialhastighet på ca 20 km/s och ingår i rörelsegruppen Diamanthopen.

## Egenskaper
V341 Carinae är en röd ljusstark  jättestjärna i huvudserien av spektralklass M1 II. Den har en massa som är ca 1,1 solmassor, en radie som är ca 103 solradier och har ca 1 700 gånger solens utstrålning av energi från dess fotosfär vid en effektiv temperatur av ca 3 700 K.

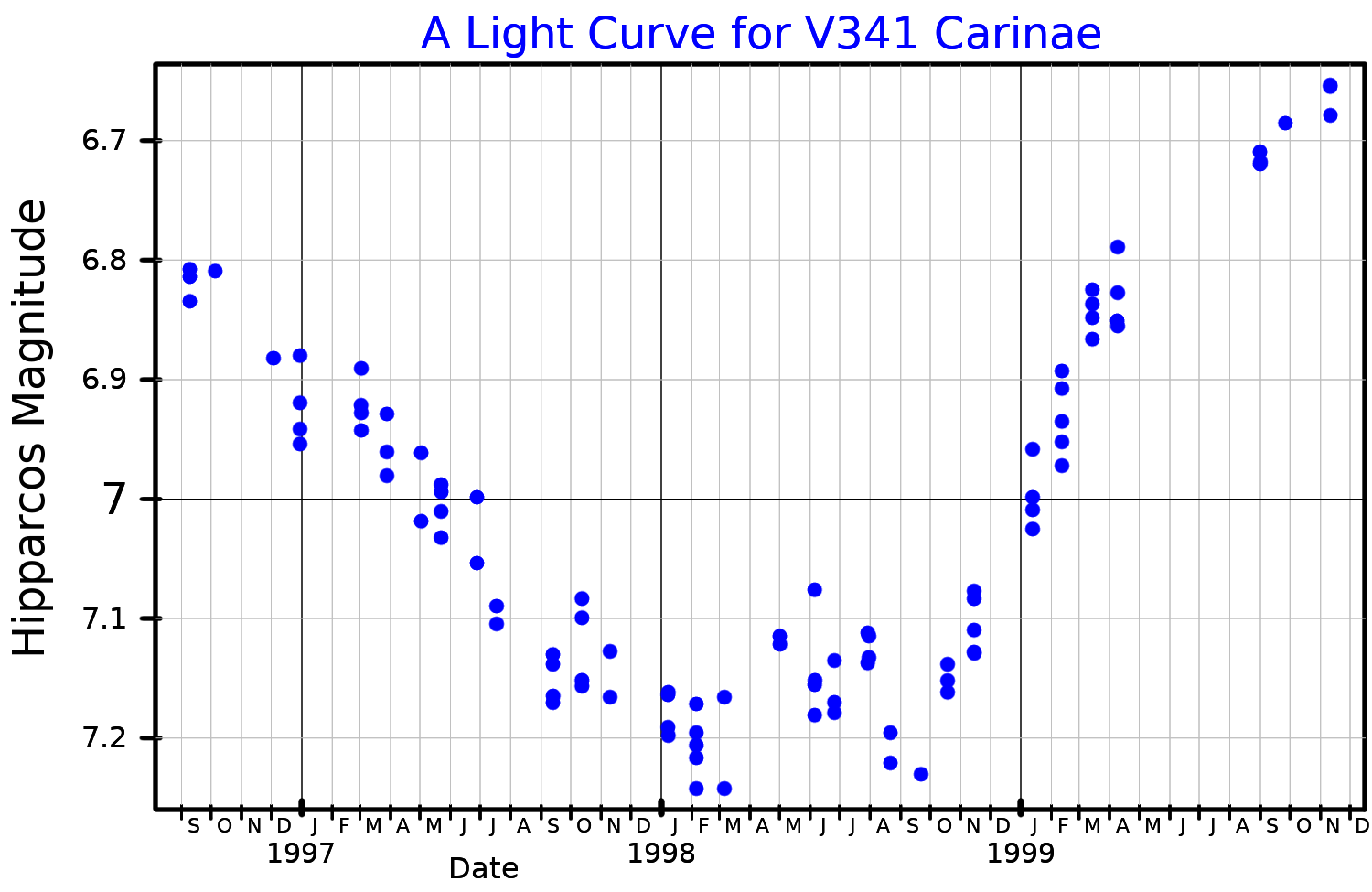
Ljuskurva för V341 Carinae, plottad från Hipparcos-data.

V341 Carinae är en långsam irreguljär variabel med en variation av skenbar magnitud från 6,2 till 7,1.

## Nebulosa

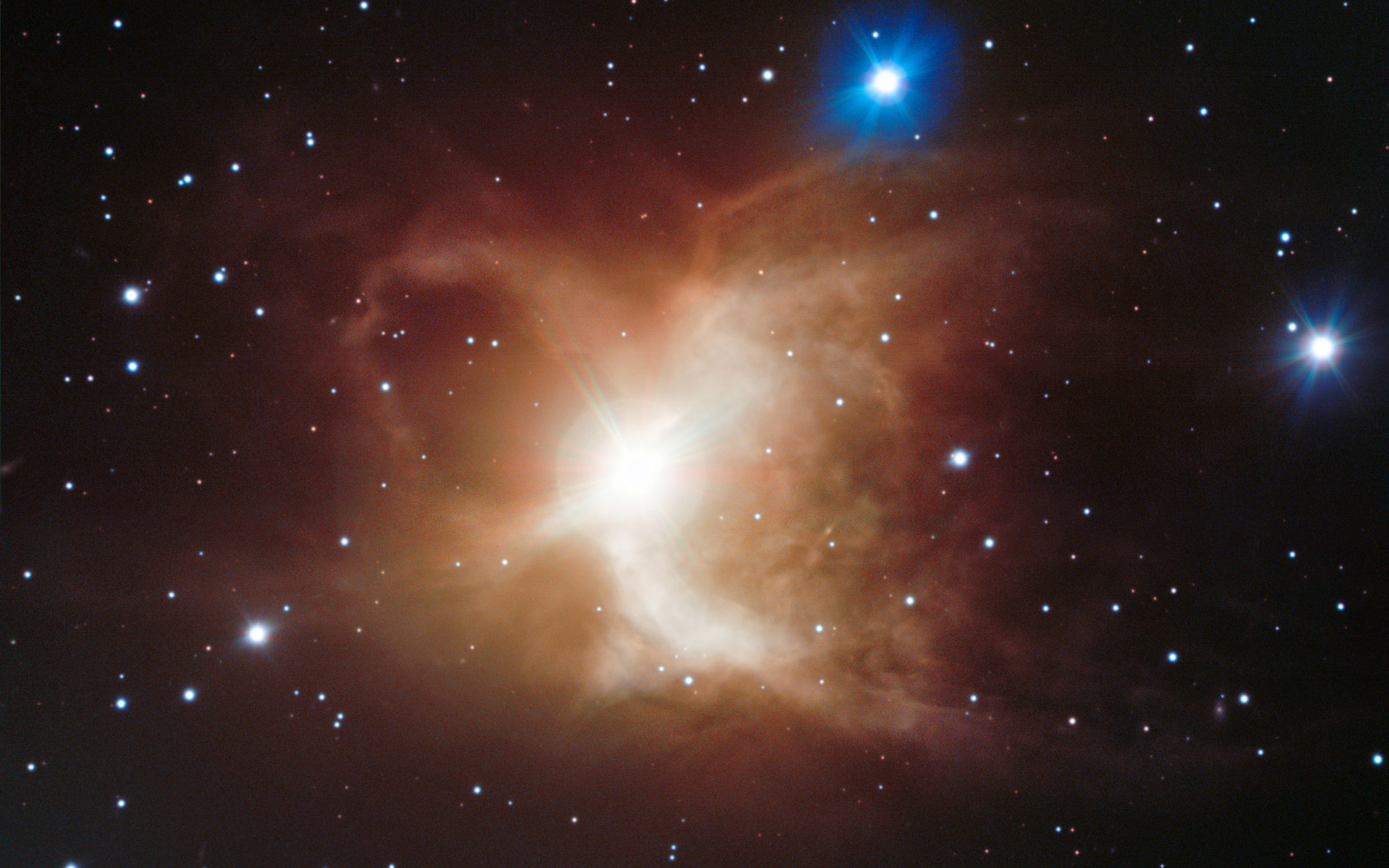
Nebulosan som omger V341 Carinae.

V341 Carinae är omgiven av en tydlig reflektionsnebulosa, känd som IC 2220 med smeknamnet Toby Jug-nebulosan. Nebulosor är ett mysterium eftersom variationerna i nebulosans ljusstyrka verkar vara orelaterade till värdstjärnan. En teori är att stjärnan snarare än att vara en protoplanetär skiva kan vara en utvecklad stjärna som förlorar material.